# علف‌انبانی رگیا
آتریکالاریا رگیا (نام علمی: Utricularia regia) نام یک گونه از سرده علف‌انبانی است.